# Aeroporti in Slovenia
La seguente è una lista di aeroporti in Slovenia.

## Aeroporti internazionali
| Nome dell'aeroporto              | Nome originale                  | Città/Comune | IATA | ICAO |
| -------------------------------- | ------------------------------- | ------------ | ---- | ---- |
| Aeroporto di Lubiana-Brnik       | letališče Ljubljana Jože Pučnik | Lubiana      | LJU  | LJLJ |
| Aeroporto di Maribor-Orehova Vas | letališče Maribor Slivnica      | Maribor      | MBX  | LJMB |
| Aeroporto di Portorose           | letališče Portorož              | Portorose    | POW  | LJPZ |

## Aeroporto militare
| Nome dell'aeroporto                   | Nome originale            | Città/Comune | IATA | ICAO |
| ------------------------------------- | ------------------------- | ------------ | ---- | ---- |
| Aeroporto militare di Cerklje ob Krkj | letališče Cerklje ob Krki | Brežice      | -    | LJCE |

## Aeroporti sportivi
| Nome dell'aeroporto             | Nome originale               | Città/Comune    | IATA | ICAO |
| ------------------------------- | ---------------------------- | --------------- | ---- | ---- |
| Aeroporto di Aidussina          | letališče Ajdovščina         | Aidussina       | -    | LJAJ |
| Aeroporto di Plezzo             | letališče Bovec              | Plezzo          | -    | LJBO |
| Aeroporto di Celje              | letališče Celje              | Celje           | -    | LJCL |
| Aeroporto di Divaccia           | letališče Divača             | Divaccia        | -    | LJDI |
| Aeroporto di Lesce              | letališče Lesce              | Bled            | -    | LJBL |
| Aeroporto di Murska Sobota      | letališče Murska Sobota      | Murska Sobota   | -    | LJMS |
| Aeroporto di Prečna             | letališče Prečna             | Novo Mesto      | -    | LJNM |
| Aeroporto di Postumia           | letališče Postojna           | Postumia        | -    | LJPO |
| Aeroporto di Ptuj               | letališče Ptuj               | Ptuj            | -    | LJPT |
| Aeroporto di Slovenj Gradec     | letališče Slovenj Gradec     | Slovenj Gradec  | -    | LJSG |
| Aeroporto di Šentvid pri Stični | letališče Šentvid pri Stični | Ivančna Gorica  | -    | -    |
| Aeroporto di Velenje            | letališče Velenje            | Velenje         | -    | LJVE |
| Aeroporto di Zagorje            | letališče Zagorje            | Zagorje ob Savi | -    | -    |